# The Discovery of a World in the Moone
The Discovery of a World in the Moone (literalment: Descobriment d'un Món a la Lluna) és una obra escrita pel clergue protestant John Wilkins, publicada el 1638, en la qual l'autor afirmava que la Lluna estava habitada per uns éssers estranys, als quals va anomenar selenites. The Discovery of a World in the Moone va ser un dels dos llibres que el teòleg i filòsof naturalista va escriure sobre la possibilitat de construir «carros voladors» per tal de portar l'ésser humà a la Lluna.
En el segle xvii, estava clar que la Lluna i Mart eren planetes amb algunes característiques semblants a la Terra. Wilkins, igual que molts altres, va creure que aquests mons podien estar habitats i va manifestar la importància de visitar els seus habitants i comerciar amb ells.
En aquell temps encara no es coneixia la força de la gravetat, i molts dels coetanis de Wilkins creien que les persones estaven ancorades a la Terra per algun tipus de magnetisme. Segons Wilkins, si fos possible arribar a una altitud de només 20 milles, els viatgers, alliberats de les forces magnètiques, serien capaços de volar lliurament per l'espai, o més aviat de navegar. La respiració no seria un problema, ja que els astronautes aviat s’acostumarien a l’«aire més pur que respiraven els àngels».
S'ha suggerit que, en la dècada del 1650, Wilkins va investigar, junt amb el científic Robert Hooke, la possibilitat de construir màquines voladores. Fins i tot, sembla que els dos col·legues van arribar a fer algunes proves als jardins del Wadham College, a Oxford. Amb el temps, però, Wilkins, es va adonar que els viatges espacials eren molt més complicats del que s’esperava i va desistir. Tot i això, Wilkins va ser la primera persona a planejar un viatge a la Lluna, sense importar quan inviable fos.